# Einar Ásmundsson
Einar Ásmundsson, född 20 juni 1828 i Fnjóskadalur, död 19 oktober 1893, var en isländsk administratör av offentliga jordegendomar och politiker. 
Einar var från 1855 till sin död bosatt han på gården Nes i Höfðahverfi i Þingeyjarsýsla. Han gjorde flera betydande förbättringar på sin gård och var medverkande i, eller huvudman för flera nyttiga företag på norra Island. Han var en mycket beläst man och skrev avhandlingar, av vilka särskilt kan nämnas Um framfarir Íslands ("Om Islands uppkomst", Köpenhamn 1871). Han var en av Islands främsta och mest tänkande bönder, såväl i hemmet som i alltinget, där han hade säte 1874–1885 och 1892–1893.